# Taoyuan (köpinghuvudort i Kina, Jiangsu Sheng, lat 30,82, long 120,49)
Taoyuan är en köpinghuvudort i Kina. Den ligger i provinsen Jiangsu, i den östra delen av landet, omkring 210 kilometer sydost om provinshuvudstaden Nanjing. Antalet invånare är 75 209. Befolkningen består av 37 675 kvinnor och 37 534 män. Barn under 15 år utgör 9,0 %, vuxna 15-64 år 75 %, och äldre över 65 år 15,0 %.
Runt Taoyuan är det mycket tätbefolkat, med 1 056 invånare per kvadratkilometer. Närmaste större samhälle är Shengze, 19,4 km nordost om Taoyuan. Trakten runt Taoyuan består till största delen av jordbruksmark.
Genomsnittlig årsnederbörd är 1 712 millimeter. Den regnigaste månaden är juni, med i genomsnitt 277 mm nederbörd, och den torraste är november, med 65 mm nederbörd.